# Kick-Ass (bande originale)
Pour les articles homonymes, voir Kick-Ass.
La musique du film Kick-Ass est commercialisée dans deux disques, dont celui de la bande originale intitulé Kick-Ass: The Score, composée par Henry Jackman, Marius de Vries, John Murphy ou encore Ilan Eshkeri. L’album Kick-Ass: Music from the Motion Picture est également sorti avec des chansons du film.

## Kick-Ass: Music From The Motion Picture
Kick-Ass: Music From The Motion Picture est un album comportant des chansons qu'on retrouve dans le film Kick-Ass sorti le 21 avril 2010. Cette bande originale est parue le 29 mars 2010 sous les labels Polydor et Interscope. Cet album comporte de plus une chanson composée et chantée par Mika, que celui-ci a composée après avoir visionné le film.
| No  | Titre                                                         | Interprète          | Durée |
| --- | ------------------------------------------------------------- | ------------------- | ----- |
| 1.  | Stand Up                                                      | The Prodigy         | 5:08  |
| 2.  | Kick Ass (We Are Young)                                       | Mika vs. RedOne     | 3:11  |
| 3.  | Can’t Go Back                                                 | Primal Scream       | 3:46  |
| 4.  | There’s a Pot a Brewin’                                       | The Little Ones     | 3:13  |
| 5.  | Omen                                                          | The Prodigy         | 3:54  |
| 6.  | Make Me Wanna Die                                             | The Pretty Reckless | 3:55  |
| 7.  | Banana Splits (Kick-Ass Film Version)                         | The Dickies         | 2:04  |
| 8.  | Starry Eyed                                                   | Ellie Goulding      | 2:57  |
| 9.  | This Town Ain't Big Enough for Both of Us                     | Sparks              | 3:03  |
| 10. | We’re All in Love                                             | The New York Dolls  | 4:50  |
| 11. | Bongo Song                                                    | Zongamin            | 5:00  |
| 12. | Per Qualche Dollaro in Più (Et pour quelques dollars de plus) | Ennio Morricone     | 2:53  |
| 13. | Bad Reputation                                                | The Hit Girls       | 2:56  |
| 14. | An American Trilogy                                           | Elvis Presley       | 4:31  |

## Kick-Ass: The Score
Kick-Ass: The Score, est un album comportant les musiques composées pour le film Kick-Ass sorti le 21 avril 2010. Cette bande originale est parue le 17 mai 2010 sous les labels Polydor et Interscope, et a été composée par Henry Jackman, Marius de Vries, John Murphy ou encore Ilan Eshkeri.
| No  | Titre                                           | Compositeur                                               | Durée |
| --- | ----------------------------------------------- | --------------------------------------------------------- | ----- |
| 1.  | The Armenian Superhero                          | Henry Jackman, Marius de Vries                            | 1:59  |
| 2.  | Stand Up                                        | The Prodigy                                               | 3:32  |
| 3.  | Forcefield                                      | Marius de Vries                                           | 1:05  |
| 4.  | Watching                                        | Henry Jackman                                             | 1:01  |
| 5.  | Man in the Mirror                               | Henry Jackman                                             | 1:08  |
| 6.  | A Punch in the Chest                            | Marius de Vries                                           | 0:45  |
| 7.  | Roof Jump                                       | Marius de Vries, Ilan Eshkeri                             | 1:31  |
| 8.  | Time to Engage                                  | Henry Jackman                                             | 0:26  |
| 9.  | Stabbing-Morphine                               | Marius de Vries, The Prodigy                              | 1:56  |
| 10. | I’m Kick-Ass                                    | Henry Jackman                                             | 1:16  |
| 11. | Famous                                          | Henry Jackman, John Murphy, Marius de Vries, Ilan Eshkeri | 2:22  |
| 12. | A Friend Like You                               | Marius de Vries                                           | 0:43  |
| 13. | Walk to Rasul’s                                 | Danny Elfman                                              | 0:58  |
| 14. | Trick or Treat?                                 | Marius de Vries, Ilan Eshkeri                             | 2:43  |
| 15. | Leaving Rasul’s                                 | John Murphy                                               | 1:18  |
| 16. | Hit-Girl & Big Daddy                            | John Murphy                                               | 2:39  |
| 17. | Damon & Marcus Comic Book                       | Henry Jackman, John Murphy                                | 3:24  |
| 18. | I Miss You Both                                 | John Murphy, Ilan Eshkeri                                 | 1:40  |
| 19. | Hunting Kick-Ass                                | Henry Jackman                                             | 1:04  |
| 20. | MistMobile                                      | Henry Jackman                                             | 1:40  |
| 21. | Big Daddy Kills                                 | John Murphy                                               | 2:50  |
| 22. | One Last Time                                   | Marius de Vries                                           | 0:57  |
| 23. | Sleepover                                       | Marius de Vries                                           | 1:57  |
| 24. | To Brooklyn Bridge                              | Marius de Vries                                           | 1:42  |
| 25. | Safehouse / Ambush                              | John Murphy                                               | 2:34  |
| 26. | Showtime Pt. 2 (It’s Only the End of the World) | John Murphy                                               | 2:25  |
| 27. | Nightvision                                     | John Murphy                                               | 1:57  |
| 28. | Strobe (Adagio in D Minor)                      | John Murphy                                               | 2:02  |
| 29. | Big Daddy Dies                                  | Henry Jackman, John Murphy                                | 1:33  |
| 30. | Hit-Girl Drives Home                            | John Murphy                                               | 1:42  |
| 31. | Marshmallows                                    | John Murphy & Rumen Lishkov                               | 1:12  |
| 32. | Choose Your Weapon                              | Ilan Eshkeri                                              | 1:26  |
| 33. | You Got Five Minutes                            | Marius de Vries                                           | 0:35  |
| 34. | No Power, No Responsibility                     | Henry Jackman                                             | 1:16  |
| 35. | The Corridor                                    | John Murphy                                               | 1:16  |
| 36. | Kitchen Stand Off                               | John Murphy, Ilan Eshkeri                                 | 1:19  |
| 37. | The Fight                                       | Henry Jackman, John Murphy, Marius de Vries, Ilan Eshkeri | 3:12  |
| 38. | Flying Home                                     | Henry Jackman, John Murphy                                | 1:49  |
| 39. | True Identity                                   | Henry Jackman                                             | 1:39  |